# Hyles grisea
Hyles grisea är en fjärilsart som beskrevs av Adolf G. Closs 1911. Hyles grisea ingår i släktet Hyles och familjen svärmare. Inga underarter finns listade i Catalogue of Life.